# Cartelle pazze
L'espressione cartelle pazze si riferisce a cartelle di pagamento del tutto infondate recapitate al contribuente (sia persona fisica che giuridica) che hanno già regolarmente pagato. Il fenomeno delle cartelle pazze ha origine da una disfunzione della pubblica amministrazione, che ha condotto l'amministrazione finanziaria a richiedere somme per debiti inesistenti, prescritti, non dovuti o già pagati.

## Etimologia
Il nome "cartelle pazze" fu coniato da Vittorio Carlomagno nel corso della trasmissione televisiva "Cara Giovanna" che insieme a padre Massimo Rastrelli sensibilizzò l'opinione pubblica sul dramma delle cartelle esattoriali errate emesse dalla pubblica amministrazione. Tale termine prende spunto dal morbo della mucca pazza che in quegli anni era particolarmente diffuso, imitandone la contagiosità e la diffusione.

## Storia
Nel 1998 il padre gesuita Massimo Rastrelli, presidente della fondazione antiusura San Giuseppe Moscati, presentò al presidente dei revisori contabili avv. Vittorio Carlomagno, una cartella ricevuta da un usurato, con richieste da parte del fisco di somme molto ingenti.
In quell'anno partirono circa un milione e cinquecentomila "cartelle pazze". A seguito di ciò venne organizzata ad opera dei lavoratori finanziari iscritti alla FLP-USAE la più la grande manifestazione avuta nei confronti del Ministero delle finanze. Il 6 marzo 1998 il ministro delle finanze affidò ad una commissione interna l'incarico di cercare le cause del fenomeno e le connesse responsabilità. Il 9 marzo sospesero la propria attività i dipendenti del Ministero delle Finanze e lo stesso giorno padre Massimo Rastrelli, Vittorio Carlomagno, Marco Carlomagno, Donata Monti e Monsignor Alberto D'Urso furono ricevuti dal Segretario Generale del Ministero Giuseppe Roxas. Il 16 marzo il Ministero delle finanze emanò la circolare n. 77/E con la quale sospese la riscossione delle "cartelle pazze" per l'anno 1998. Dal contenuto della relazione della commissione ministeriale pubblicata a giugno è emerso che la tematica riguardava soprattutto la gestione della fase della liquidazione delle dichiarazioni fiscali. In particolare, il notevole arretrato accumulatosi nel tempo (nell'imminenza dei termini di decadenza) ed il pericolo di danni erariali avevano indotto l'amministrazione finanziaria ad affrettarsi nell'emissione delle cartelle di pagamento ritenendo peraltro di mettere in secondo piano gli interessi del contribuente, violando norme imperative procedurali ed arrecando danni ingiusti.
Nel 1999, nonostante la relazione ministeriale e una maggior presa di conoscenza del fenomeno, la situazione non ha subito modifiche o battute di arresto in quanto sono state recapitate ben dodici milioni di cartelle pazze.
Nell'anno 2000 la situazione sembrò migliorare (solo cinque milioni) ma ugualmente furono forti le proteste sollevate dai contribuenti italiani. Nonostante, poi, l'approvazione dello statuto del contribuente e le garanzie in esso sancite a favore dei cittadini, per il 2001 e il 2002 il fenomeno si è ripetuto (due milioni di cartelle per anno) senza che si potesse trovare un vero responsabile perché era il sistema informatico ad emetterle.
Nel 2003 l'Agenzia delle entrate decise di bloccare fino al 30 novembre le cartelle di pagamento relative alle dichiarazioni fiscali dell'anno d'imposta 1999.
Le denunce di queste anomalie sono state sostenute dalla stessa "Associazione Contribuenti Italiani - Contribuenti.it", presieduta da Vittorio Carlomagno, secondo la quale dietro al fenomeno delle cartelle pazze si nascondeva una manovra finanziaria occulta da contrastare con l'avvio di un'azione di responsabilità nei confronti del Ministero delle finanze invocando le stesse garanzie sancite nello Statuto del contribuente. Le agenzie fiscali (in particolare quella delle entrate) si sono difese adducendo che il rischio di cartelle pazze è dovuto al fatto che nel 1999 non era ancora entrato in funzione un controllo automatico efficiente attraverso appositi sistemi.
Tale fenomeno è stato il culmine del malfunzionamento del fisco italiano che Oscar Luigi Scalfaro, nono presidente della Repubblica Italiana, definì "lunare".

Il ministro Giulio Tremonti nel 2003 disse:
Mi dispiace, mi scuso con i cittadini del danno causato. Non deve essere ragione d'angoscia, il sistema che ha provocato l'invio di cartelle pazze per i condoni verrà presto riformato.
Tutte queste vicende hanno indotto diversi contribuenti a richiedere il risarcimento dei danni subiti e numerose sono state le sentenze a favore dei contribuenti italiani.

## Curiosità
- Una cartella pazza arrivò al ministro dell'economia Giulio Tremonti e a diversi parlamentari come Tamburello.[9][10]
- Un contribuente nato nel 1963 veniva invitato a pagare l'imposta relativa al 1965 di quando aveva solo due anni.[9][10]
- Molti eredi furono chiamati a pagare le imposte dei loro defunti.[9][10]

### Annotazioni
1. ↑  Condotto da Giovanna Milella in onda il 17 febbraio 1998 su Rai 1.

cfr. Carlomagno (2), p. 5
2. ↑  Sentenza n. 1441/200 del Giudice di Pace di Roma, sentenza del Giudice di Pace di Mestre n. 653/2000, la sentenza della Cassazione n. 1191/2003, la sentenza del Giudice di Pace di Melfi del 16 aprile 2004; n. 47 e la sentenza del 24 marzo 2005, n. 157 del Giudice di Pace di Patti.

cfr. Viola, pp. 267-268

### Fonti
1. ↑  Viola, p. 465.
2. 1 2 3 4  Viola, p. 466.
3. ↑  Carlomagno (2), p. 5.
4. ↑  Viola, pp. 466-467.
5. 1 2  Viola, p. 467.
6. ↑   Il 740 lunare, su ricerca.repubblica.it.
7. ↑  Cafaro, p. 57.
8. ↑  Viola, p. 267.
9. 1 2 3  Cafaro, p. 55.
10. 1 2 3   Cartelle Pazze, su contribuenti.it.